# Casa do Rossio (Viseu)
A Casa do Rossio, na cidade de Viseu, que também ficou conhecida por Casa do Conselheiro Afonso de Melo, o seu último mais ilustre proprietário, foi classificada como Imóvel de Interesse Municipal em 2004.

## História
Foi mandada construir pelo conselheiro Dr. José Maria de Sousa de Macedo, do Conselho de Sua Majestade (20 de Setembro de 1888) e último presidente da Câmara Municipal de Viseu durante a Monarquia, que pouco depois, quando do seu casamento com D. Ana de Abranches de Lemos e Menezes, celebrado a 4 de Maio de 1871 na capela do Fontelo, nesta cidade, a vendeu a António Francisco Marques. Este, por sua vez, vendeu-a em 1888 a D. Elvira de Azevedo Coelho de Campos e seu marido o General Dr. José Victorino de Sousa e Albuquerque, Par do Reino, do Conselho de Sua Majestade, deputado às Cortes e último governador civil de Viseu durante a Monarquia, que era primo-direito da antedita D. Ana de Abranches de Lemos e Menezes.
Este último casal não deixou filhos, sendo herdeira da casa D. Paulina de Araújo Coelho de Campos, nascida a 22 de Outubro de 1878 em Viseu, enteada do General Dr. José Victorino e filha do primeiro casamento de sua mulher D. Elvira com o Dr. Henrique de Araújo Coelho de Campos. E foi esta D. Paulina que veio a casar com o conselheiro Dr. Afonso de Melo Pinto Veloso, nascido a 9 de Setembro de 1878 em Águeda, ministro da Justiça (1918) e da Instrução Pública (21 de Janeiro de 1920), presidente e juiz conselheiro de Supremo Tribunal de Justiça (1932), vice-presidente da Câmara Corporativa e da Câmara dos Deputados, senador (1917), governador civil do Funchal (1917), etc.
Situada frente ao Rossio de Viseu, a casa destaca-se não apenas pelo eclectismo da fachada, característico dos finais do século XIX, mas também por conservar a memória das reuniões de âmbito político e cultural que acolheu, gravitando em torno da figura do seu proprietário, o conselheiro General D. José Victorino de Sousa e Albuquerque, aí falecido a 30 de Dezembro de 1916, e depois de seu enteado e sucessor o conselheiro Dr. Afonso de Melo, que levou a cabo algumas reformas do imóvel, dando-lhe a configuração que hoje tem.
Com a morte do conselheiro Dr. Afonso de Melo, a casa teve sucessivas ocupações, que deterioraram fortemente o seu interior, a última das quais por um supermercado no piso térreo, com armazéns nos superiores. O imóvel acabou por ser adquirido pelo Grupo BCP, sendo hoje uma das sucursais do Millennium BCP em Viseu. O projecto de recuperação e adaptação, da responsabilidade do arquitecto João Paulo Farinha, data de 1989 e manteve a fachada, com o seu forte eixo central, mas do interior apenas conseguiu conservar as salas de música e de reuniões.

## Arquitetura
A fachada principal ergue-se em dois pisos separados por dupla cornija, com mansardas formadas por um vão central de aletas e volutas, com remate em frontão semicircular. O corpo central, em cantaria, destaca-se dos laterais também pela monumentalidade dos vãos. O portal no piso térreo é enquadrado por duas janelas, correspondendo-lhes no andar nobre três janelas de sacada. Os panos laterais têm uma janela em cada piso. Do lado direito, o quarto corpo caracteriza-se pelo arco abatido de acesso às traseiras, sobrepujado por três janelas maineladas.
A casa foi classificada como Imóvel de Interesse Municipal conforme publicado em edital de 22 de Abril de 2004.